# Макаревич, Юлиан (художник)
Юлиан Макаре́вич (пол. Julian Makarewicz, 1854, Верхнее Синевидное — 1936, Краков) — польский художник и реставратор украинского происхождения.

## Биография
Родился в селе Верхнее Синевидное (теперь Стрыйский район Львовской области). Изучал архитектуру во Львовской политехнике. 
С 1878 года по 1879 год учился в Венской академии искусств (мастерская С. Грипенхерла), а затем в Мюнхене и Риме. Изучал технику настенной живописи и возможности её реставрации. Посетил Грецию, Египет и Константинополь.
В 1909 году входил в состав жюри конкурса проектов росписей храма Святого Иосифа на Каленберге в Вене. Был член общества опеки над польскими памятниками искусства и культуры. 8 марта 1912 года избран в правление общества.
Выставлялся с 1881 года в основном в Кракове, Варшаве, Львове, а также в Берлине (1895) и Лондоне (1906). Посмертная выставка художника состоялась в Кракове в 1936 году. Рисовал пейзажи и сцены их жизни гуцульского региона, в том числе портреты. Сотрудничал с краковской витражной фабрикой Желенского, проектируя витражи для храмов Львова и Кракова. Занимался также иллюстрациями.
Участвовал в реставрации:
- Львовского иезуитского костёла в 1879 году[4]
- Иконостаса из церкви Святого Духа в Рогатине в 1880-х годы[5]
- Фресковых росписей Ягеллонской часовни на Вавеле в Кракове[6]
- Фресок замковой часовне Святой Троицы в Люблине
- Фресок в Кафедральном соборе в Сандомире
- Иконостаса из церкви Воздвижения Честного Креста в монастыре Скит Манявский (Богородчанский иконостас, 1883—1885).

Умер в Кракове в 1936 году и был похоронен на Раковицком кладбище.